# شنفردينغن
اشنفردينغن (بالألمانية: Schneverdingen) هي بلدة ألمانية تقع في ألمانيا في سكسونيا السفلى. يقدر عدد سكانها بـ 19,134 نسمة .

## المدن التوأمة
مدن Barlinek، Eksjö و Eksjö Municipality هي مدن توأمة لـاشنفردينغن.